# Rodney Bingenheimer
Rodney Bingenheimer (né le 15 décembre 1946) est un disc-jockey de radio américain surtout connu pour être l'animateur de Rodney on the ROQ, une émission de radio diffusée sur la station de rock de Los Angeles KROQ-FM de 1976 à 2017. Au début des années 1970, il dirige également une discothèque à Los Angeles appelée Rodney Bingenheimer's English Disco.

## Liens
- Ressources relatives à la musique :   - AllMusic
  - Discogs
  - MusicBrainz
  - Rate Your Music
- Ressource relative à l'audiovisuel :   - IMDb
- Notices d'autorité :   - VIAF
  - ISNI
  - LCCN
  - WorldCat